# 弗雷德里克·布莱克本
弗雷德里克·布莱克本（法語：Frédéric Blackburn，1972年12月21日—），加拿大男子短道速滑运动员。他曾代表加拿大参加1992年和1994年冬季奥林匹克运动会短道速滑比赛，获得二枚银牌。